# Annie Pietri
Pour les articles homonymes, voir Pietri.
Annie Pietri, née à Paris le 23 octobre 1956,, est un écrivain français.

## Biographie
Après un baccalauréat scientifique, Annie Pietri s'inscrit en faculté de médecine. Deux ans après, elle s'oriente finalement vers la profession d'orthophoniste qu'elle exercera jusqu'en 2004, où elle décide de se consacrer entièrement à l'écriture.
C'est en rééduquant de jeunes patients dyslexiques à l'aide de livres-jeux qu'elle découvre la collection « Vivez l'Aventure » des Éditions Gründ et décide d'envoyer un projet, Le Palais aux 100 festins, qui est accepté par cette maison d'édition et paraît en septembre 1998. Elle situe son intrigue à Versailles à l'époque du roi Louis XIV.
Après l'écriture de trois livres-jeux dans la même collection, Annie Pietri propose le manuscrit de son premier roman aux Éditions Bayard Jeunesse.
Les Orangers de Versailles paraît en octobre 2000. L'héroïne de ce roman est Marion, fille d'un jardinier du château de Versailles et orpheline de mère. Elle n'a pas encore 14 ans lorsque son père parvient à la placer comme domestique, au service de la marquise de Montespan. La jeune fille a un don exceptionnel pour les parfums : elle est ce qu'on appelle aujourd'hui « un nez ». Ce don lui permettra une ascension sociale rarissime à cette époque pour une jeune fille de sa condition. Les Orangers de Versailles fait partie de la liste des ouvrages recommandés aux scolaires (3e cycle).
L'Espionne du Roi-Soleil, paru en 2002, est son deuxième roman. Il raconte l'histoire d'une jeune noble de 17 ans, Alix de Maison-Dieu, dont le père meurt à la guerre. Elle va devoir faire face à l'infamie de son oncle, l'ignoble Baron Henri-Jules de Grenois, prêt à tout pour s'approprier la fortune familiale. L'Espionne du Roi-Soleil a reçu le « prix Ados Rennes-Ile & Vilaine » 2004. La suite des aventures d'Alix paraît en 2003, dans le roman Le collier de rubis.
En 2004, à la demande de TF1 Éditions, Annie Pietri novélise le téléfilm en deux parties Julie, chevalier de Maupin. C'est la fille de Romy Schneider, Sarah Biasini, qui incarnait Julie à l'écran.
Annie Pietri est passionnée par le château de Versailles et la vie au XVIIe siècle. Depuis de nombreuses années, elle est membre de la Société des amis de Versailles qui a pour vocation de promouvoir l'image du domaine de Versailles, de susciter le mécénat et de collecter des fonds, afin de contribuer au rachat de pièces de mobilier, d'objets d'art, pour les réinstaller à la place qu'ils occupaient au château de Versailles, sous l'Ancien Régime.

### Livres-jeu
- Le Palais aux 100 festins, 1998, Éditions Gründ
- Le Carnaval aux 100 masques, 1999, Éditions Gründ
- L'Égypte aux 100 complots, 2000, Éditions Gründ
- Sauvez Kathine !, 2003, Éditions Bayard Jeunesse
- Cinq sorciers en péril, 2004, Éditions Bayard Jeunesse
- Les 3 singes de la fille du Pharaon, 2005, Éditions Bayard Jeunesse
- Enigme à Versailles, 2016, Édition Bayard Jeunesse

### Romans

#### Les Miroirs du palais
1. Le serment de Domenico, 2007
2. L'Allée de lumière, 2008
3. Le Grand Diamant Bleu, 2012

#### Les Orangers de Versailles
1. Les Orangers de Versailles, 2000
2. Parfum de meurtre, 2009
3. Pour le cœur du Roi, 2010

#### L'Espionne du Roi-Soleil
1. L'Espionne du Roi-Soleil, 2002
2. Le Collier de rubis, 2003

#### Les bosquets de Versailles
1. Le crime de l'Encelade, 2014
2. Le sang du labyrinthe, 2015
3. Les os des Trois Fontaines, 2015

#### Autres ouvrages
- Julie, chevalier de Maupin, 2004
- Carla aux mains d'or, 2005
- Un amour d'enfance, 2007
- 1785 - Les Aventures de Léon Tripié, 2009
- Le sourire de Marie-Adelaïde, 2013

## Produits dérivés
- Agenda perpétuel Les orangers de Versailles - Juillet 2008 - Éditions Bayard Jeunesse
- Coffret de correspondance et calligraphie Les orangers de Versailles - Octobre 2009 - Éditions Bayard Jeunesse